# Colt .25

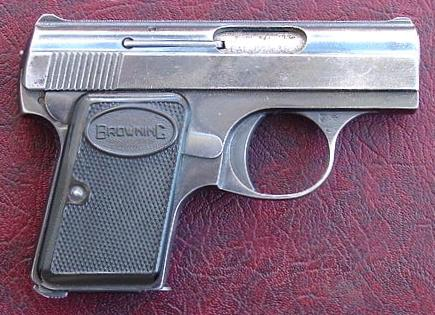

Colt .25 är den minsta pistol som tillverkas av den amerikanska tillverkaren Colt's Manufacturing Company. Den är endast 12 cm lång. Magasinet rymmer sex 6,35 mm kulor och pistolen har en totalvikt av ca 440 g utan ammunition.